# بنجامین فرانکل
بنجامین فرانکل (انگلیسی: Benjamin Frankel؛ ۳۱ ژانویهٔ ۱۹۰۶ – ۱۲ فوریهٔ ۱۹۷۳) یک آهنگ‌ساز اهل بریتانیا بود.

## فیلم‌شناسی
- خیابان باند (۱۹۴۸)
- اهمیت جدی بودن (۱۹۵۲)
- تهمت (۱۹۵۹)
- شب ایگوانا (۱۹۶۴)
- تهاجم آردنن (۱۹۶۵)